# Pentalogía de Fallot
La  pentalogía de Fallot, es  una enfermedad del corazón presente desde el nacimiento que se incluye dentro de las cardiopatías congénitas, el nombre de la afección procede del médico francés Arthur Fallot. Se caracteriza por la existencia de 5 anomalías diferentes: Estenosis pulmonar, comunicación interventricular, dextraposición de la aorta, hipertrofia del ventrículo derecho y comunicación interauricular.

Tetralogía de Fallot en donde falta la comunicación auricular.

Se trata de una cardiopatía muy compleja que provoca cianosis en los niños afectados, se diferencia de la tetralogía de Fallot por la existencia de comunicación auricular.
El diagnóstico se sospecha por los síntomas y se confirma mediante ecocardiografia. El tratamiento recomendado es la cirugía cardíaca.